# Riesweiler
Riesweiler é um município da Alemanha localizado no distrito de Rhein-Hunsrück, estado da Renânia-Palatinado.
Pertence ao Verbandsgemeinde de Rheinböllen.